# デビッド・アダムス
デビッド・リー・アダムス（David Lee Adams, 1987年5月15日 - ）は、アメリカ合衆国フロリダ州ブロワード郡マーゲイト出身の元プロ野球選手（内野手）、野球指導者。右投右打。

## 経歴

### プロ入り前
2005年のMLBドラフト21巡目（全体630位）でデトロイト・タイガースから指名されるが拒否し、バージニア大学でプレーした。

### プロ入りとヤンキース時代
2008年のMLBドラフト3巡目（全体106位）でニューヨーク・ヤンキースから指名され、6月9日に入団。
2009年は、A級チャールストン・リバードッグスとA+級タンパ・ヤンキースでプレーしていた。
2010年は、AA級トレントン・サンダーでプレーする。
2011年11月18日にルール・ファイブ・ドラフトでの流出を防ぐために40人枠入りした。
2013年3月26日、バーノン・ウェルズの加入に伴って40人枠から外れた。3月29日にマイナー契約で復帰。AAA級スクラントン・ウィルクスバリ・レイルライダースでプレー。自身の誕生日である5月15日にメジャー昇格を果たし、同日のマイアミ・マーリンズ戦でメジャーデビュー。「6番・三塁手」で先発起用され、4打数1安打だった。チームは2対12で敗れた。5月20日のボルチモア・オリオールズ戦ではフレディ・ガルシアから初本塁打を記録。7月3日にAAA級スクラントン・ウィルクスバリに降格。7月24日、ルイス・クルーズの故障者リスト入りに伴ってメジャーに再昇格するも、7月28日にジェイソン・ニックスが故障者リストから外れたため、再びAAA級スクラントン・ウィルクスバリに降格した。8月5日にデレク・ジーターが故障者リスト入りしたため再びメジャー昇格。8月11日にデリン・ベタンセスとの入れ替えで再びAAA級スクラントン・ウィルクスバリへ降格した。9月1日、セプテンバー・コールアップでメジャーに再昇格。この年メジャーでは43試合に出場して打率.193・2本塁打・13打点の成績を残した。オフの12月2日にFAとなった。

### オリオールズ傘下時代
2013年12月13日にクリーブランド・インディアンスと1年契約を結び、球団が発表した。
2014年3月22日にウェイバー公示を経てボルチモア・オリオールズへ移籍した。翌23日に傘下のAAA級ノーフォーク・タイズへ異動し、そのまま開幕を迎えた。5月4日に40人枠を外れ、AA級ボウイ・ベイソックスへ降格した。この年は2球団合計で105試合に出場して打率.255・9本塁打・48打点・3盗塁の成績を残した。オフにFAとなった。

### マーリンズ傘下時代
2015年1月30日にマイアミ・マーリンズとマイナー契約を結んだ。傘下のAA級ジャクソンビル・サンズでプレーし、116試合に出場して打率.294・6本塁打・50打点・3盗塁の成績を残した。オフの11月6日にFAとなった。

### ブルージェイズ傘下時代
2015年11月20日にトロント・ブルージェイズとマイナー契約を結び、2016年のスプリングトレーニングに招待選手として参加することになった。
2016年は傘下のAAA級バッファロー・バイソンズでプレーし、68試合に出場して打率.243・2本塁打・21打点・3盗塁の成績を残した。オフの11月7日にFAとなった。この年限りで現役を引退した。

### 現役引退後
2017年にヤンキース傘下ルーキー級ガルフ・コーストリーグ・ヤンキース（GCLヤンキース）のコーチに就任し、2018年はGCLヤンキースのウェストチームで監督を務めた。2019年は傘下ショートシーズンA級スタテンアイランド・ヤンキースの監督を務めた。
2020年に傘下A+級タンパ・ターポンズの監督に就任したが、マイナーリーグが開催中止となった。2021年に改めてタンパ・ターポンズ（A-級に格付け変更）の監督に就任。

## 詳細情報

### 年度別打撃成績
| 年 度    | 球 団    | 試 合 | 打 席 | 打 数 | 得 点 | 安 打 | 二 塁 打 | 三 塁 打 | 本 塁 打 | 塁 打 | 打 点 | 盗 塁 | 盗 塁 死 | 犠 打 | 犠 飛 | 四 球 | 敬 遠 | 死 球 | 三 振 | 併 殺 打 | 打 率 | 出 塁 率 | 長 打 率 | O P S |
| -------- | -------- | ----- | ----- | ----- | ----- | ----- | -------- | -------- | -------- | ----- | ----- | ----- | -------- | ----- | ----- | ----- | ----- | ----- | ----- | -------- | ----- | -------- | -------- | ----- |
| 2013     | NYY      | 43    | 152   | 140   | 10    | 27    | 5        | 1        | 2        | 40    | 13    | 0     | 0        | 1     | 0     | 9     | 0     | 2     | 43    | 4        | .193  | .252     | .286     | .537  |
| MLB：1年 | MLB：1年 | 43    | 152   | 140   | 10    | 27    | 5        | 1        | 2        | 40    | 13    | 0     | 0        | 1     | 0     | 9     | 0     | 2     | 43    | 4        | .193  | .252     | .286     | .537  |

### 背番号
- 39（2013年 - 同年途中）
- 45（2013年途中 - 同年終了）